# L'home desesperat
Courbet va ser un pintor del qual forma part del moviment denominat realisme, que va aparèixer principalment a França i Gran Bretanya a mitjan del segle xix.
L'home desesperat és una de les pintures més conegudes per aquest pintor, que la va realitzar durant la etapa de joventut quan tenia entorn de 25 anys. Aquesta obra es una pintura d'oli sobre tela amb unes mesures de 45 d'alt x 54 d'ample realitzada entre els anys 1843 i 1845. És tracta d'un autoretrat, i és considerada una de les obres més expressives i intenses de la seva primera etapa artística. L'obra esta en el Museu d'Orsay, a París.
El cuadre mostra un autoretrat realistic del autor ambigú una expresión profunda angoixa.   Amb els ulls molt oberts, la mirada fitxa i les mans agafant-se dels cabells amb molta desesperació.  El fons negre i indefinit concentra tota l'atenció en la figura del pintor, que aparenta cridar en silenci. La composició expressa una gran potencia emocional y un dramatisme profund, poc habitual en els retrarts de l'época.
La forma en la qual l'autor es representa no està exempta de misteri, motiu pel qual este autoretrat es distingix de la resta dels pintats per Courbet on la narració és més explícita. Per esta raó, este quadre ha sigut objecte de múltiples interpretacions, entre les quals s'inclou la dels qui pensen que es tracta d'una manifestació romàntica amb tints d'extrem abatiment i melancolia, que va aparèixer en la seua joventut i que li va ser pròpia en el transcurs de la seua vida. Tant és així que, a vegades, este quadre ha servit per a il·lustrar el deliri o, més àmpliament, la bogeria. És una dada notable saber de la seua predilecció per ell, fins al punt que va romandre amb l'autor fins al moment de la seua mort.
L'obra va ser pintada durant la formació de l'autor a París.   En aquesta època l'artista es triaba en un moment de recerca personal i artística, qüestionant els valors tradicionals i allunyant-se dels models acadèmics.   Va aportar innovacions com l'ús de tot l'espai horitzontal de la tela.  Courbet empra una tècnica destacada per la precisió en els detalls i les pinzellades enèrgiques, que aporten dinamisme i força expressiva al retrat. L'ús de la llum i les ombres està acuradament treballat per emfatitzar els trets facials i intensificar l'expressió emocional del personatge.
Esta obra pot tindre diversos significats en funció de la classe social que este contemplant-la .  Per a la classe popular o classe obrera, podrien veure's reflectits en el sofriment i desesperació que transmet el quadre, en un segle marcat per l'explotació laboral, la misèria i les revolucions, esta obra podia expressar l'aclaparament vital i les dificultats reals del poble, per la qual cosa esta obra pot veure's com una denúncia o manifestació del sofriment humà universal.
Per a la classe mitjana alta, podrien haver vist esta obra amb incomoditat o desconcert, ja que la burgesia del segle XIX valorava l'art acadèmic, idealitzat, amb temes clàssics o religiosos i alguns podrien interpretar-la com una expressió de crisi individual o melodrama artístic, no com una crítica social.
I per últim, per a l'aristocràcia, rebutjava el realisme i l'art que mostrava el lleig o dolorós. Podrien interpretar l'obra com un exemple de desordre emocional, o fins i tot veure-la com a perillosa, en mostrar a un individu a la vora de la bogeria en temps de revolucions socials, i alguns podrien associar-lo a qüestionament de l'orde tradicional, la qual cosa els resultava amenaçador.